# Ary Dias
Ary Dias é um baterista, percussionista e compositor de música popular brasileira.

## Biografia
Baiano da cidade de Salvador, o percussionista e baterista Ary Dias tem formação clássica, cursou a Universidade Federal da Bahia e integrou, durante quatro anos, a Orquestra Sinfônica da Bahia. 
Habilitado em música contemporânea, foi um dos fundadores do Grupo de Música Contemporânea da UFBA, ao lado dos músicos e compositores Ernest Widmer, Lindenberg Cardoso, Piero Bastianelli e Agnaldo Ribeiro. Com o professor Walter Smetak – suíço radicado na Bahia, músico, pesquisador e docente da UFBA – trabalhou no projeto de pesquisa dos Microtons. 
Fundou também um dos primeiros grupos instrumentais de Salvador, a Banda do Companheiro Mágico, e com o trio elétrico Armandinho, Dodô & Osmar foram dez anos de carnaval de rua, seis discos gravados, tornando-se então pioneiro ao colocar a primeira bateria no alto de um trio elétrico. 
Convidado por Moraes Moreira, foi para o Rio de Janeiro integrar sua banda que já contava com Dadi, Mu, Armandinho e Gustavo Schroeter. Nascia o grupo A Cor do Som, banda de reconhecido sucesso nacional e internacional, com dez discos gravados e vários prêmios conquistados – entre eles, o Prêmio Sharp 1997 de melhor grupo de música popular e o Prêmio Tim 2006 de melhor grupo de canção popular. Ao longo da carreira, Ary integrou as bandas de Gilberto Gil, Jorge Ben Jor e Rita Lee, além de ter gravado com Caetano Veloso, Chico Buarque, Erasmo Carlos, Luiz Melodia, Carlinhos Brown e Tools Thilemans, entre outros. 
Atualmente, é professor de percussão de música popular no Centro Musical Antonio Adolfo, a mais conceituada escola de música do Rio de Janeiro.. Atuou durante quatro anos no Centro de Artes do Terreirão - CAT, um projeto cultural sem fins lucrativos, e dois anos na Escola de Percussão Batucadas Brasileiras, projeto do Instituto Bandeira Branca. Ministra cursos e oficinas em todo o Brasil e no exterior como: VI, VII e XIII Festival Música na Ibiapaba, em Viçosa do Ceará; Semana da Música 2009 na Escola de Música da Universidade do Rio Grande do Norte; organizou em 2009 a Oficina de Percussão Nordestina com Francisco Vanildo Costa Franco; em 2006 e 2007 foi a Paris, França, para ministrar oficinas de percussão de música popular brasileira. 
Em 2008 lançou seu primeiro CD solo “Tocar” gravado em Fort Lauderdale, nos Estados Unidos, sob a batuta de ninguém menos que Jim Gaines, produtor do Santana e em 2009 gravou com o também percussionista Sidinho Moreira, o CD Bonfim/Nilópolis. Em 2012, lançou com o pianista Fernando Moura o CD CosmeDamião. Desde então a dupla tem se apresentado por todo o Brasil com enorme sucesso. Em 2014 comemoraram duplamente a chegada do segundo CD Pros meninos, e o sucesso de uma mini turnê na França, Europa.
Agora, em 2017, além de diversos shows e workshops, participou como baterista e percussionista da turnê Juntos de Plácido Domingos Jr e a soprano Nádia Figueiredo, e lança em 2018 com os companheiros de longa estrada, o CD comemorativo dos 40 Anos do grupo A Cor do Som.

## Discografia
- CosmeDamião
- Pros Meninos
- Tocar
- Bonfim Nilópolis
- A Cor do Som Acústico
- A Cor do Som ao vivo no circo
- O som da Cor
- Intuição
- As quatro fases do amor
- Frutificar
- Ao vivo em Montreux
- Alto Astral